# Сент-Олей
Сент-Оле́й (фр. Saint-Aulaye) — коммуна во Франции, находится в регионе Аквитания. Департамент — Дордонь. Входит в состав кантона Монпон-Менестероль. Округ коммуны — Перигё.
Код INSEE коммуны — 24376.

## География

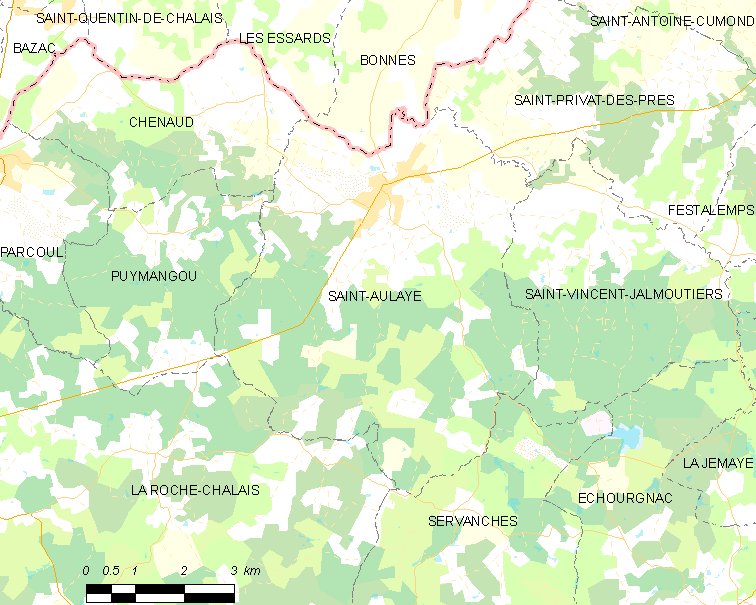
Карта коммуны

Коммуна расположена приблизительно в 440 км к югу от Парижа, в 70 км северо-восточнее Бордо, в 50 км к западу от Перигё.
На севере коммуны протекает река Дрон.

### Климат
Климат умеренный океанический со средним уровнем осадков, которые выпадают преимущественно зимой. Лето здесь долгое и тёплое, однако также довольно влажное, здесь не бывает регулярных периодов летней засухи. Средняя температура января — 5 °C, июля — 18 °C. Изредка вследствие стечения неблагоприятных погодных условий может наблюдаться непродолжительная засуха или случаются поздние заморозки. Климат меняется очень часто, как в течение сезона, так и год от года.

## Население
Население коммуны на 2010 год составляло 1360 человек.
| 1962 | 1968 | 1975 | 1982 | 1990 | 1999 | 2010 |
| ---- | ---- | ---- | ---- | ---- | ---- | ---- |
| 1356 | 1379 | 1398 | 1524 | 1531 | 1397 | 1360 |

## Администрация
| Период | Период | Фамилия           | Партия                         | Примечания                   |
| ------ | ------ | ----------------- | ------------------------------ | ---------------------------- |
| 1971   | 1989   | Реми Робен        | Социалистическая партия        |                              |
| 1989   | 2008   | Пьер-Клод Лавьяль | Союз за французскую демократию | генеральный советник кантона |
| 2008   | 2020   | Янник Лагреноди   | Социалистическая партия        | директор школы               |

## Экономика
В 2010 году среди 723 человек трудоспособного возраста (15—64 лет) 464 были экономически активными, 259 — неактивными (показатель активности — 64,2 %, в 1999 году было 65,3 %). Из 464 активных жителей работали 423 человека (218 мужчин и 205 женщин), безработных было 41 (17 мужчин и 24 женщины). Среди 259 неактивных 48 человек были учениками или студентами, 141 — пенсионерами 70 были неактивными по другим причинам.

## Достопримечательности
- Церковь Св. Евлалия (XII век). Исторический памятник с 1946 года[5]
- Замок Сент-Олей (XIII век)
- Музей коньяка

## Города-побратимы
- Сан-Эстебан-дель-Валье (Испания, с 2013)

## Фотогалерея

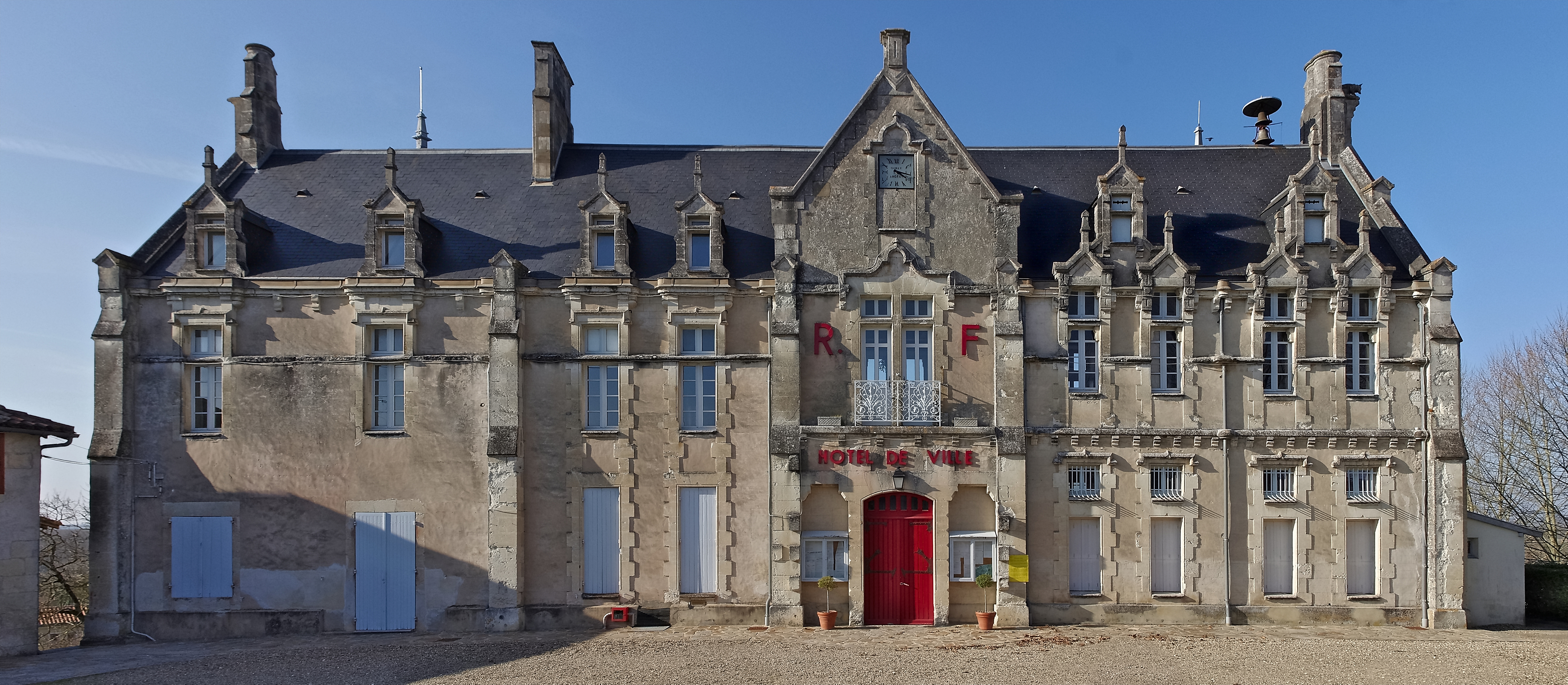
Мэрия
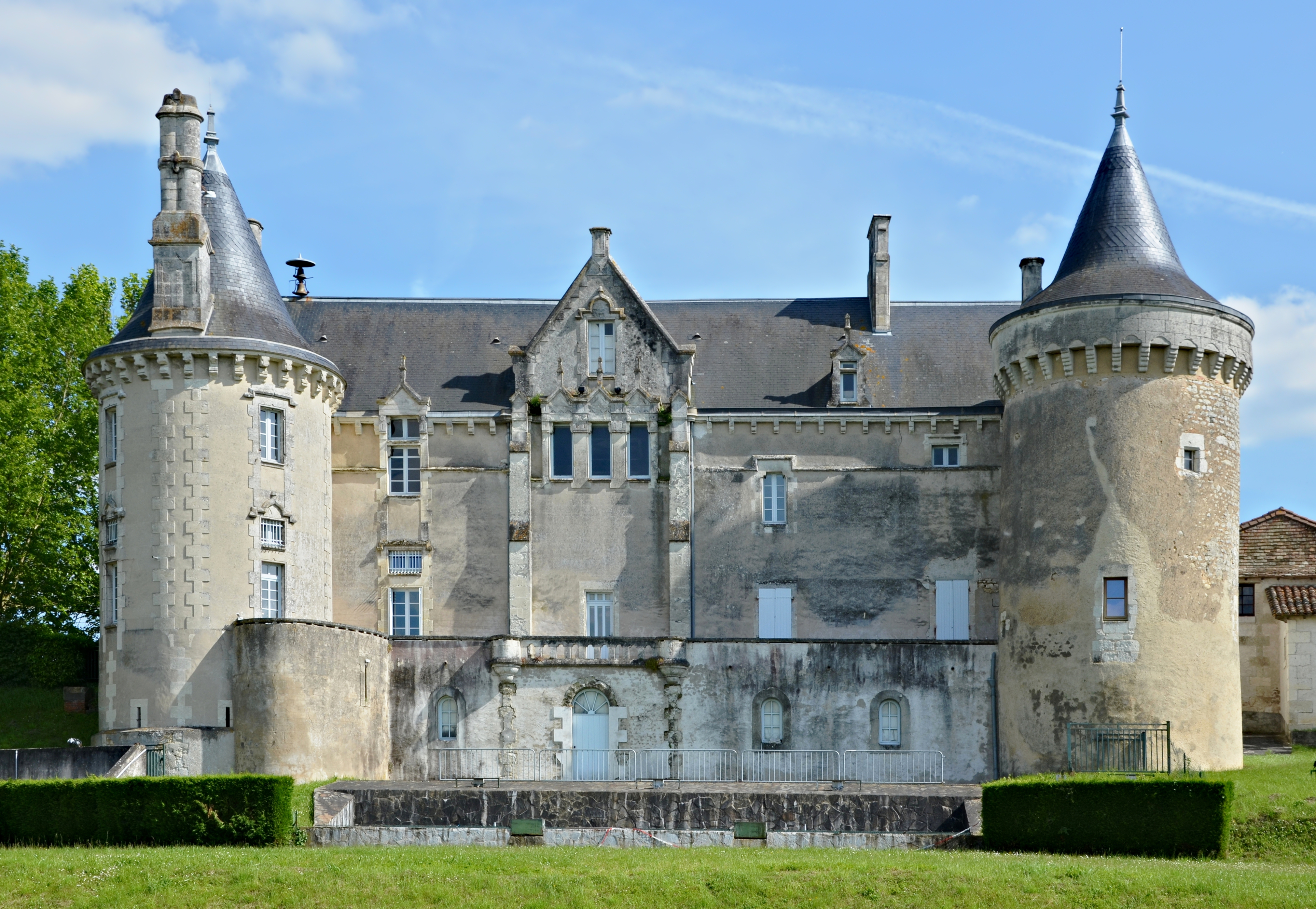
Замок Сент-Олей
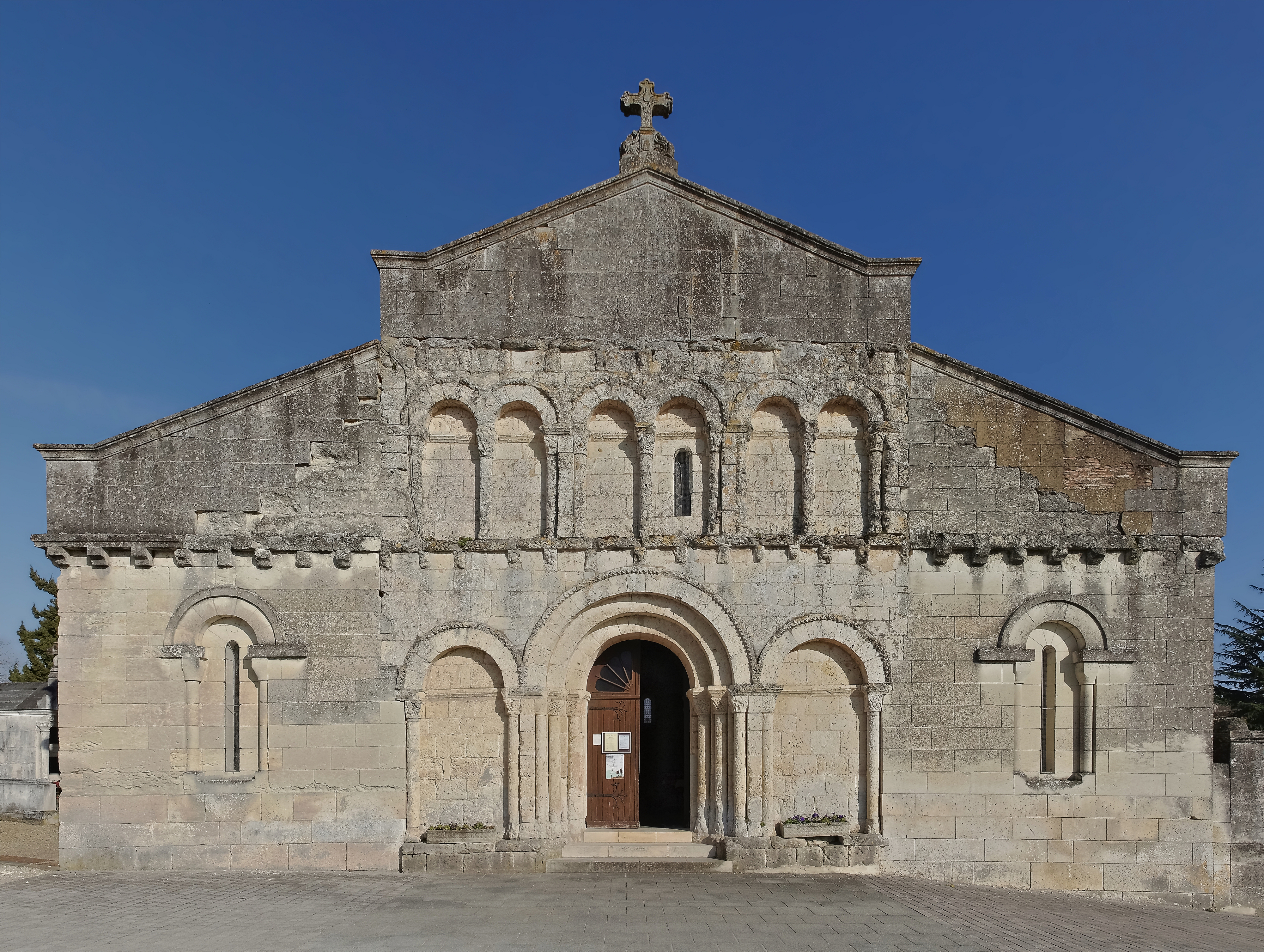
Церковь Св. Евлалия
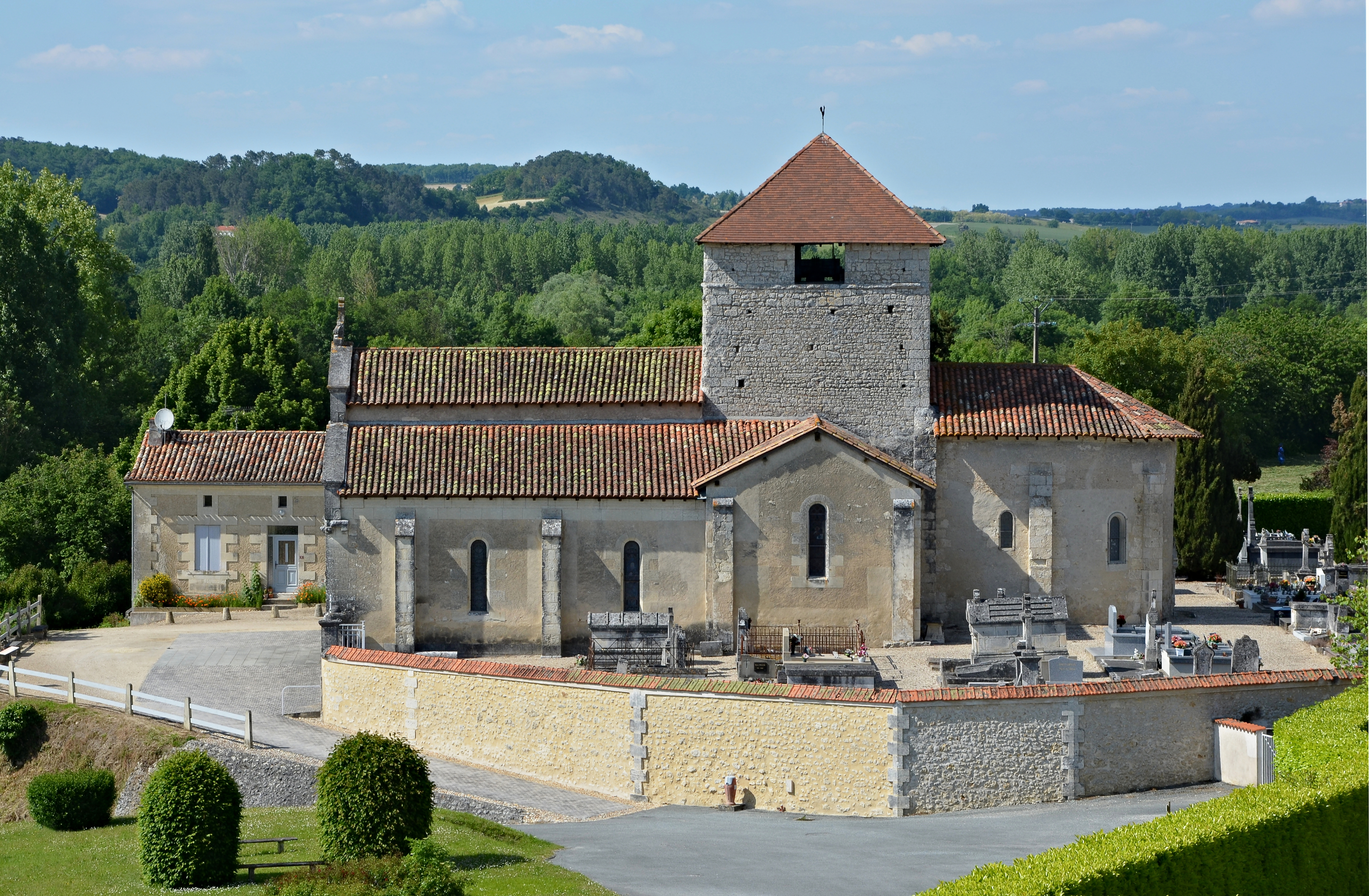
Церковь Св. Евлалия
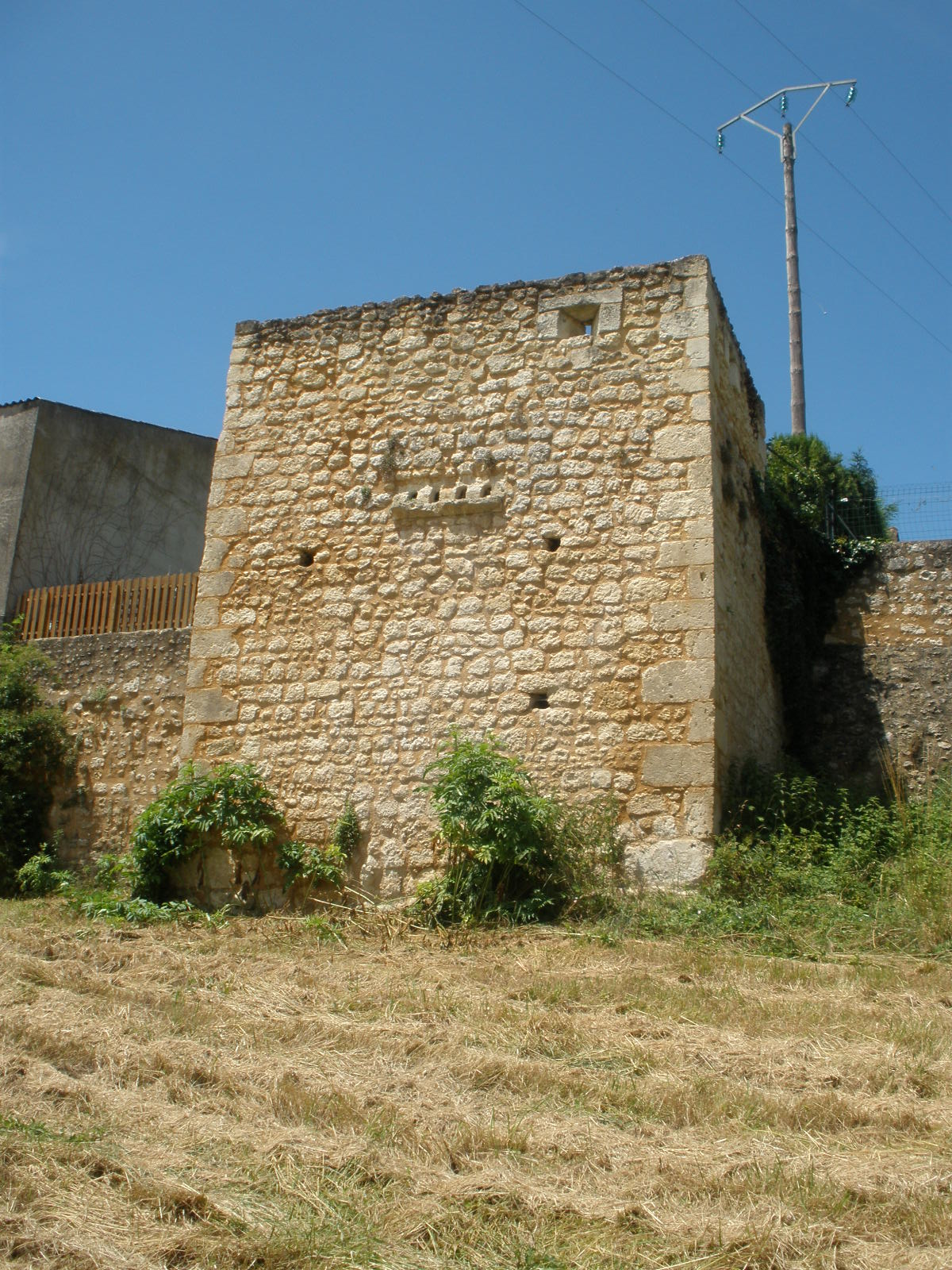
Башня
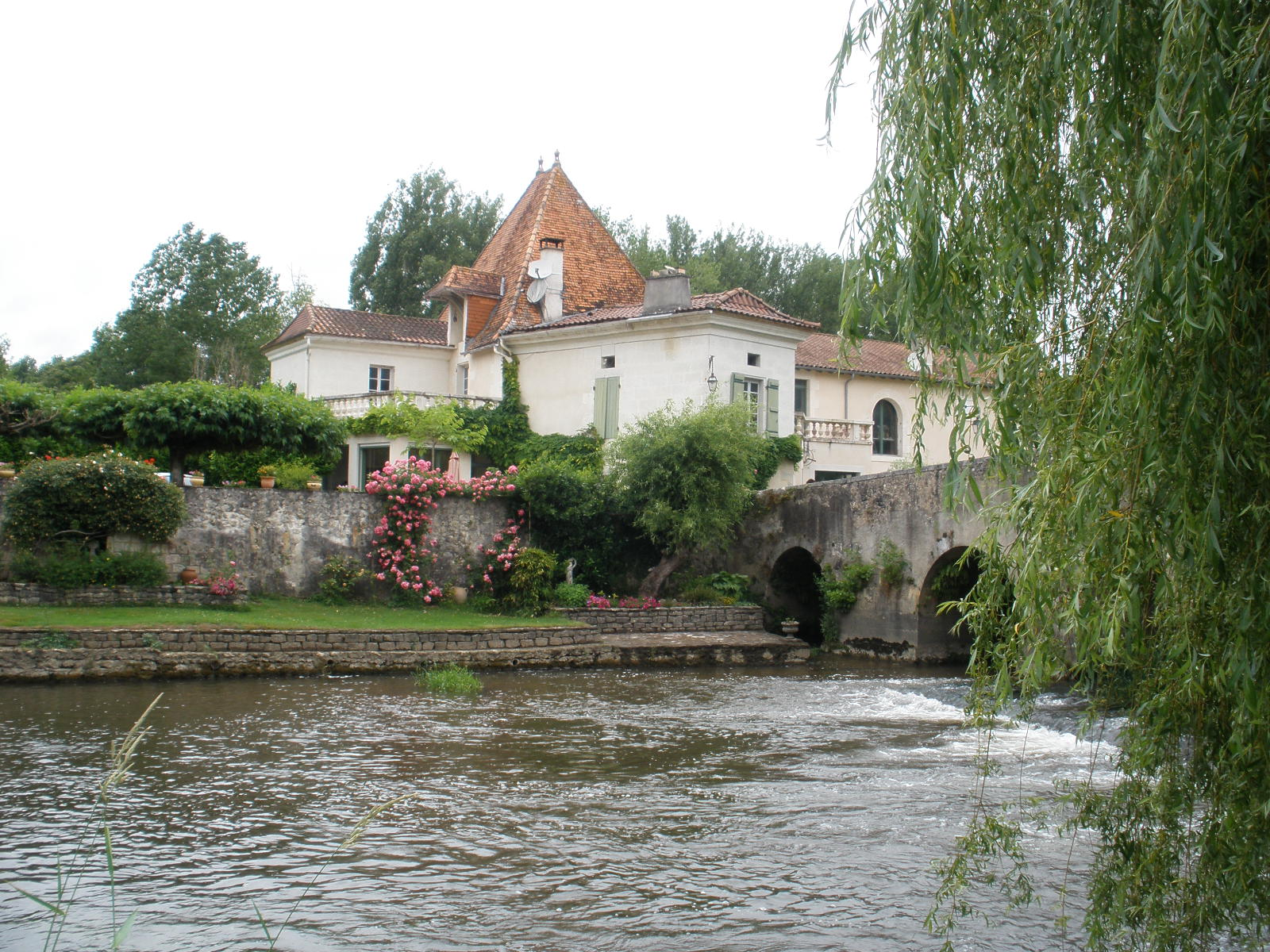
Река Дрон